# Bronisąd
Bronisąd – staropolskie imię męskie, złożone z członów Broni- ("bronić") i -sąd ("sądzić"). Być może znaczyło "ten, kto broni swoich osądów".
Bronisąd imieniny obchodzi 20 maja.